# Wydział Nauk o Zdrowiu Pomorskiego Uniwersytetu Medycznego w Szczecinie
Wydział Nauk o Zdrowiu Pomorskiego Uniwersytetu Medycznego w Szczecinie – jeden z czterech wydziałów Pomorskiego Uniwersytetu Medycznego w Szczecinie. Jego siedziba znajduje się przy ul. Żołnierskiej 48 w Szczecinie.

## Struktura
- Katedra Chorób Skórnych i Wenerycznych:
  - Klinika Chorób Skórnych i Wenerycznych
  - Samodzielna Pracownia Dermatologii Estetycznej
  - Samodzielna Pracownia Farmakoterapii Dermatologicznej
- Katedra i Klinika Chorób Zakaźnych i Hepatologii
- Katedra i Klinika Ortopedii i Traumatologii Dziecięcej
- Katedra i Klinika Psychiatrii
- Katedra Pielęgniarstwa Położniczo-Ginekologicznego
  - Zakład Pielęgniarstwa Położniczo-Ginekologicznego
  - Samodzielna Pracownia Umiejętności Położniczych
- Klinika Diabetologii i Chorób Wewnętrznych
- Klinika Rozrodczości i Ginekologii
- Zakład Higieny, Epidemiologii i Zdrowia Publicznego
- Zakład Zdrowia Publicznego
- Oddział Kliniczny Anestezjologii, Intensywnej Terapii i Medycyny Ratunkowej
- Samodzielna Pracownia Biochemii i Chemii Medycznej Katedry Biochemii i Chemii Medycznej
- Samodzielna Pracownia Biologii Medycznej Katedry Diagnostyki Laboratoryjnej i Medycyny Molekularnej
- Samodzielna Pracownia Edukacji Medycznej
- Samodzielna Pracownia Fizjoterapii i Odnowy Biologicznej
- Samodzielna Pracownia Histologii i Biologii Rozwoju
- Samodzielna Pracownia Kształcenia Lekarza Rodzinnego
- Samodzielna Pracownia Medycyny Katastrof
- Samodzielna Pracownia Medycyny Paliatywnej
- Samodzielna Pracownia Pielęgniarstwa Chirurgicznego
- Samodzielna Pracownia Pielęgniarstwa Klinicznego
- Samodzielna Pracownia Pielęgniarstwa Pediatrycznego
- Samodzielna Pracownia Podstawowej Opieki Zdrowotnej
- Samodzielna Pracownia Propedeutyki Nauk Pielęgniarskich
- Samodzielna Pracownia Psychologii i Socjologii Lekarskiej
- Samodzielna Pracownia Rehabilitacji i Pielęgniarstwa Rehabilitacyjnego
- Samodzielna Pracownia Toksykologii Leków i Farmakoekonomiki

## Kierunki studiów
- pielęgniarstwo
- położnictwo
- kosmetologia
- ratownictwo medyczne z bezpieczeństwem morskim i sektora offshore
- zdrowie publiczne
- fizjoterapia
- dietetyka

## Władze w kadencji 2020–2024
- Dziekan: prof. dr hab. n. med. Beata Karakiewicz
- Prodziekan prof. dr hab. n. zdr. Elżbieta Grochans
- Prodziekan prof. dr hab. n. zdr. Anna Jurczak
- Prodziekan prof. dr hab. n. med. n. zdr. Karolina Skonieczna-Żydecka

## Władze w kadencji 2016–2020
- Dziekan: prof. dr hab. n. zdr. Beata Karakiewicz
- Prodziekan ds. studentów: dr hab. n. zdr. Elżbieta Grochans, prof. PUM
- Prodziekan ds. studentów: prof. dr hab. n. med. Andrzej Torbe[1]

## Władze w kadencji 2012–2016
- Dziekan: dr hab. n. med. Andrzej Starczewski, prof. PUM
- Prodziekan ds. studentów: dr hab. n med. Marta Wawrzynowicz-Syczewska, prof. PUM